# François Fagel (1585-1644)

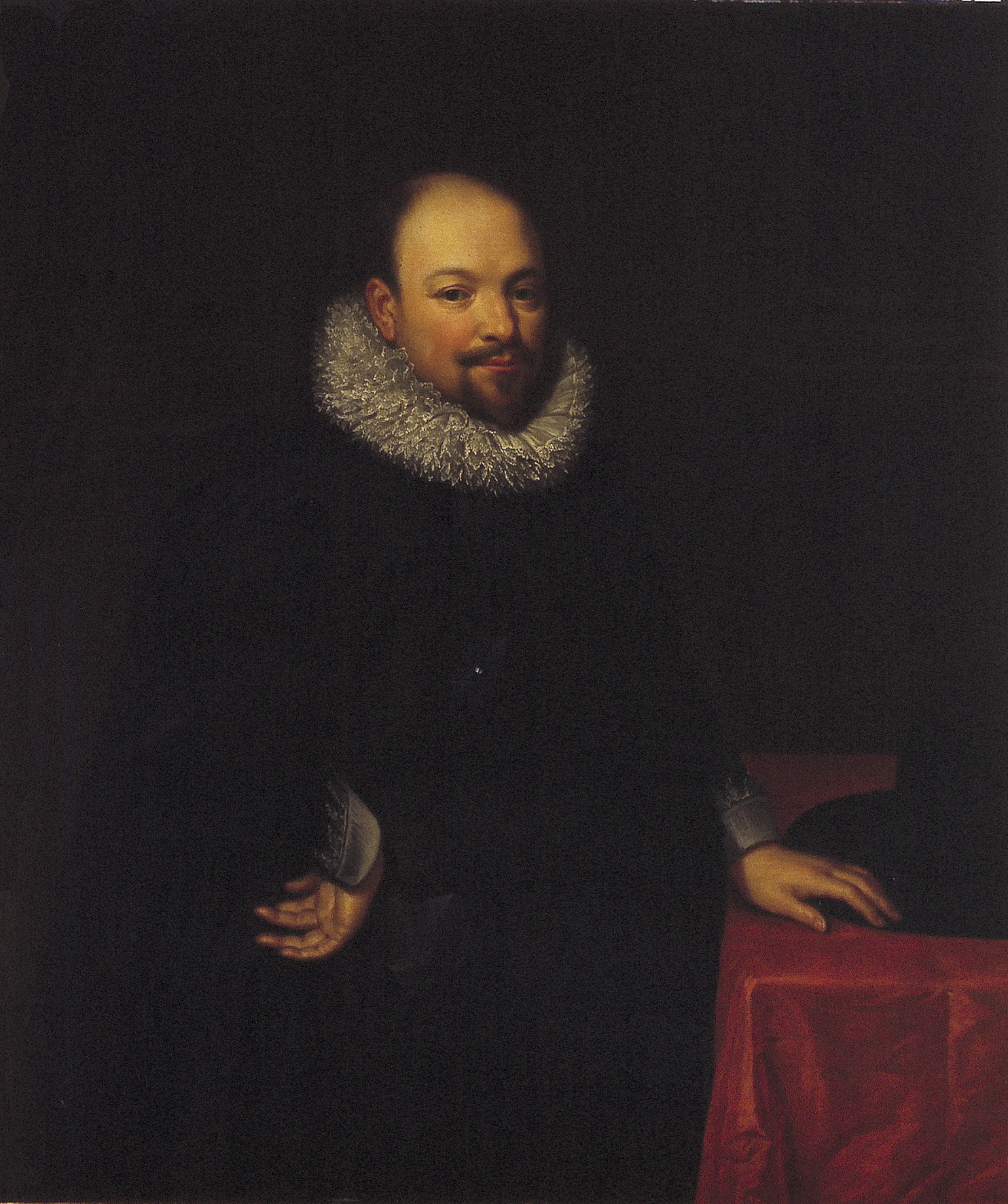
François Fagel

François Fagel (Amsterdam, 30 mei 1585 - 's-Gravenhage, 2 maart 1644) was een Nederlands jurist.

## Biografie
Fagel was lid van de familie Fagel en een zoon van François Fagel (1543-1587), schepen en koopman, en diens tweede vrouw Agnes (Agneta) Poignet (1555-1589). Hij trouwde in 1613 met Maria Rosa (1595-1622/3), dochter van mr. Hendrik Rosa, raadsheer in het Hof van Holland, uit welk huwelijk zes kinderen werden geboren. Hij hertrouwde in 1633, op aandringen van de kerkeraad, met zijn dienstbode Beatrix van Biemont (†1673) uit welk huwelijk negen kinderen werden geboren.
Na het overlijden van hun moeder waren hij en zijn broer Jacques in 1589 wees. Vermoedelijk heeft hun halfzus Abigaël daarna de zorg voor hen op zich genomen. In 1602 ging Fagel filosofie studeren te Leiden maar stapte later over naar de rechtenstudie. Daarna was hij advocaat bij het Hof van Holland, Zeeland en West-Friesland en vanaf 1619 (tot zijn overlijden) raadsheer bij de Hoge Raad waar hij zijn loopbaan beëindigde als president.